# Phacelia gentryi
Phacelia gentryi är en strävbladig växtart som beskrevs av Lincoln Constance. Phacelia gentryi ingår i Faceliasläktet som ingår i familjen strävbladiga växter. Inga underarter finns listade i Catalogue of Life.